# Under False Colors
Under False Colors er en amerikansk stumfilm fra 1917 af Emile Chautard.

## Medvirkende
- Frederick Warde som John Colton
- Jeanne Eagels som Olga
- Robert Vaughn som Jack Colton
- Anne Gregory som Vera
- Carey L. Hastings